# Sebastian Reinfeldt
Sebastian Reinfeldt (* 31. Oktober 1963 in Hannover) ist ein deutscher Politikwissenschaftler, seit 2020 freier Blogger und Publizist. Er war Mitbegründer des Wahlbündnisses Wien anders (ANDAS) und lebt seit Ende der 1990er Jahre in Österreich.

## Leben
Sebastian Reinfeldt absolvierte seine schulische Ausbildung zunächst in Karlsruhe und dann in Mainz, wo er 1984 sein Abitur machte. Er war bis 1981 Mitglied der FDP sowie von 1978 bis 1983 Vorsitzender der Mainzer Jungdemokraten. Seinen Zivildienst leistete er beim Jugendamt der Stadt Mainz ab. Er studierte von 1986 bis 1987 Germanistik und Politikwissenschaften an der Johannes Gutenberg-Universität in Mainz und ab 1988 Politikwissenschaften, Philosophie und Öffentliches Recht an der Johann Wolfgang Goethe-Universität in Frankfurt am Main. 1997 promovierte Reinfeldt in Frankfurt bei Alex Demirović und Joachim Hirsch in Politikwissenschaft mit einer Arbeit über Populismus in Österreich.
Nach Abschluss seines Studiums arbeitete er in mehreren Projekten der Stadtforschung sowie der europäischen Hochschulforschung. Außerdem war er zeitweise Mitarbeiter des Deutschen Gewerkschaftsbundes (DGB) Berlin-Brandenburg und koordinierte dort u. a. ein deutsch-polnisches gewerkschaftliches Kooperationsprojekt. 1998 ging Reinfeldt nach Österreich und lebt und arbeitet seither in Wien. Er war u. a. tätig als Projektmitarbeiter bei einem Forschungsprojekt an der Universität Graz sowie als Lektor am Institut für Erziehungswissenschaft der Universität Innsbruck und am Institut für Politikwissenschaft der Universität Wien, an der er auch verschiedene Lehraufträge hatte. Zudem arbeitet er in der Erwachsenenbildung als Lehrer für Deutsch als Fremdsprache.
Zu seinen thematischen Schwerpunkten als Politikwissenschaftler gehören Rechtspopulismus, Demokratietheorie, Sozialpolitik, undogmatischer Marxismus und Semiotik. Seit Anfang 2016 betreibt er zusammen mit Christoph Ulbrich den Blog Semiosisblog; das Themenspektrum umfasst „Politik, Analyse, Recherchen“.
Reinfeldt kandidierte zur Europawahl 2014 erfolglos für das politische Bündnis Europa anders. 2015 war er Mitbegründer der Allianz Wien anders. Von 2017 bis 2019 war er Parlamentarischer Mitarbeiter im Österreichischen Nationalrat (Jetzt – Liste Pilz) und in dieser Funktion Mitautor eines Leitfaden zur Arbeitsweise im Nationalrat.
Er ist geschieden und hat drei Kinder.

## Veröffentlichungen
Sachbücher
- Rassismus. Die unsichtbare Gewalt (= Podium Progressiv). 3., erweiterte Auflage. PDS Rheinland-Pfalz/Linke Liste, Mainz 1992, DNB 920513794.
- als Mitautor: Bio-Macht (= DISS-Texte, Nr. 25). 2. Auflage. Duisburger Institut für Sprach- und Sozialforschung (DISS), Duisburg 1993, ISBN 3-927388-34-3.
- als Herausgeber, zusammen mit Henning Böke und Jens Christian Müller: Denk-Prozesse nach Althusser. Argument Verlag, Hamburg 1994, ISBN 3-88619-228-8.
- als Mitautor: Baustellen: Beiträge zur Diskursgeschichte deutscher Gegenwart. DISS, Duisburg 1996, ISBN 978-3-927388-56-7.
- Nicht-wir und Die-da. Studien zum rechten Populismus (= Studien zur politischen Wirklichkeit, Band 8). Braumüller, Mainz 2000, ISBN 3-7003-1312-8 (zugleich Dissertation, Universität Frankfurt am Main 1997; Rezensionsnotizen zu Nicht-wir und Die-da bei Perlentaucher, zu Rezensionen in der Frankfurter Rundschau und der taz; Rezension bei der Annotierten Bibliografie der Politikwissenschaft).
  - Nicht-wir und Die-da. Studien zum rechten Populismus.  2., aktualisierte, erweiterte und durchgesehene Auflage. New Academic Press, Wien 2014, ISBN 978-3-7003-1891-0.
- „Wir für euch“. Die Wirksamkeit des Rechtspopulismus in Zeiten der Krise. Unrast, Münster 2013, ISBN 978-3-89771-762-6 (Rezension bei der Annotierten Bibliografie der Politikwissenschaft; Rezension [PDF, 30 kB] beim Portal Ideengeschichte an der Universität Marburg).
- Alles richtig gemacht? Ischgl und die Folgen. Books on Demand, Norderstedt 2020, ISBN 9783751993364.[16]

Buch- und Zeitschriftenbeiträge
- mit Richard Schwarz: ‚Ethnopluralismus‘ made in Germany. In: Helmut Kellershohn (Hrsg.): Das Plagiat. Der Völkische Nationalismus der Jungen Freiheit.  Duisburger Institut für Sprach- und Sozialforschung (DISS), Duisburg 1994, ISBN 3-927388-44-0, S. 213–232.
- Vorwort zu: Étienne Balibar: Für Althusser (= Edition Bronski, Band 2). Aus dem Französischen von Renate Nentwig. Decaton-Verlag, Mainz 1994, ISBN 3-929455-19-6.
- „Wir dürfen wieder richtig schön aussehen“. Kämpfe um die Rückgewinnung von Körperlichkeit und ihre Übersetzung in (neo-)rassistische Muster. In: Bernd Bröskamp u. a. (Hrsg.): Fremdheit und Rassismus im Sport. Tagung der DVS-Sektion Sportphilosophie vom 9.–10.9.1994 in Berlin (= Schriften der Deutschen Vereinigung für Sportwissenschaft, Band 72). Academia-Verlag, Sankt Augustin 1996, ISBN 3-88345-734-5, S. 147–176.
- (Gute) Gründe zum Handeln? Einige Anmerkungen zu den sozialen Initiativen rund um Pierre Bourdieu. In: Forum Wissenschaft, Band 17, Nr. 4, 2000, ISSN 0178-6563, S. 20–22.
- diverse Beiträge in: Politix. Zeitschrift des Instituts für Politikwissenschaft an der Universität Wien. Institut für Politikwissenschaft, Universität Wien, ISSN 1990-4630 (Beispiele online: Politix Nr. 13/2002, S. 14–17; Nr. 19/2005, S. 17–19).
- Konstruktion einer neuen nationalen Identität: Die fleißigen und anständigen Österreicher. In: Andrea Birbaumer u. a. (Hrsg.): Der flexibilisierte Mensch. Subjektivität und Solidarität im Wandel. Asanger Verlag, Heidelberg 2003, ISBN 3-89334-380-6, S. 261–270.
- Populismus und Proletariat. In: Dieter Scholz u. a. (Hrsg.): Arbeit in der neuen Zeit. Regulierung der Ökonomie, Gestaltung der Technik, Politik der Arbeit. Ein Tagungsband (= Dortmunder Beiträge zur Sozial- und Gesellschaftspolitik, Band 46). Lit Verlag, Münster 2004, ISBN 3-8258-7034-0, S. 211–216.
- Das marktkonforme Subjekt. In: Dieter Scholz u. a. (Hrsg.): Turnaround? Strategien für eine neue Politik der Arbeit. Herausforderungen an Gewerkschaften und Wissenschaft. Verlag Westfälisches Dampfboot, Münster 2006, ISBN 3-89691-638-6, S. 143–152.
- Herrschen durch Subjektivieren. In: Gerd Peter (Hrsg.): Grenzkonflikte der Arbeit. Die Herausbildung einer neuen europäischen Arbeitspolitik. VSA-Verlag, Hamburg 2007, ISBN 978-3-89965-234-5, S. 289–296.
- Rechter Populismus: Eine hässliche Fratze Europa. In: Regina Wamper u. a. (Hrsg.): „Das hat doch nichts mit uns zu tun!“ Die Anschläge in Norwegen in deutschsprachigen Medien (= Edition DISS, Band 30). Unrast, Münster 2011, ISBN 978-3-89771-759-6, S. 96–105.
- mit Barbara Beclin, Clemens-Maria Sampl, Jakob Tschachler, Susanne Zöhrer: Parlamentarische Praxis. Leitfaden zur Arbeitsweise im Nationalrat. ISBN 978-3-7089-2001-6  Wien 2020